# Emilio Solanet
Emilio Solanet (1887-1979) fue un doctor en veterinaria, productor agropecuario, profesor universitario,[cita requerida] miembro fundador de la Asociación de Criadores de Caballos Criollos de la Argentina. La hazaña lograda por sus caballos criollos Gato y Mancha, guiados por el suizo Aimé Tschiffely, fue una de sus iniciativas para demostrar la superioridad de la raza. [cita requerida]académico de número de la Academia Nacional de Agronomía y Veterinaria y dirigente político argentino

## Biografía
Nació el 28 de abril de 1887 en la localidad bonaerense de Ayacucho.
Se desempeñó como dirigente político en la Unión Cívica Radical de su localidad, habiendo sido electo diputado nacional. Murió el 7 de julio de 1979 a los 92 años.

## Obra
- Pelajes criollos (1968)
- Capas del yeguarizo criollo
- Hipotecnia